# Michael Irvin
Michael Jerome Irvin (nacido el 5 de marzo de 1966 en Fort Lauderdale, Florida) apodado The Playmaker es un exjugador de fútbol americano de 1988 al año 1999, miembro del Salón de la Fama de la NFL.
Jugó toda su carrera con el equipo de los Dallas Cowboys  donde formó junto a sus compañeros, Troy Aikman y Emmitt Smith, un trío de jugadores ofensivos clave en la conquista de 3 títulos de Super Bowl para los Cowboys.
En la lista de los 100 mejores jugadores de la historia de la NFL de noviembre de 2010, Irvin fue ubicado como el sexto mejor wide receiver de todos los tiempos.

## Carrera colegial
Irvin fue reclutado por los Miami Hurricanes, equipo colegial que era dirigido en ese tiempo por Jimmy Johnson a la postre, su entrenador en los Dallas Cowboys. Con Miami Irvin impuso récords para el equipo en recepciones (143), yardas recibidas (2,423) y recepciones para touchdown (26). Fue parte del equipo de Miami que en 1987 ganó el campeonato nacional universitario.
Aún desde aquellos años, Irvin era conocido por su exuberancia, evidenciada por su rutina de señalar al cielo con ambas manos después de conseguir sus touchdowns. Aunque estas señas eran criticadas e interpretadas de distintas formas, Irvin respondía que sólo eran un tributo a su difunto padre. Antes de los juegos, su madre solía decirle: "Di una pequeña oración y pídele a Dios que esté contigo...después, ve por ellos".
Después de abandonar la Universidad de Miami, Irvin siguió siendo un seguidor incondicional de su proyecto deportivo y a menudo es visto en el campo durante los juegos importantes y dándole consejos a los jóvenes.